# Impact nimicitor
Impact nimicitor (engleză: Deep Impact) este un film științifico-fantastic din 1998 lansat de Paramount Pictures si DreamWorks în Statele Unite pe 8 mai 1998. Filmul este regizat de Mimi Leder și în el interpretează Elijah Wood, Téa Leoni, Morgan Freeman și Robert Duvall.

## Prezentare
Povestea filmului se învârte în jurul prevenirii unui impact astronomic: o cometă cu nucleul de 7 mile urmează să ciocnească Pământul ceea ce va provoca o extincție în masă; în acest scop Statele Unite și Rusia construiesc în secret o navă spațială numită Messiah care va coborî pe cometă. După explozia bombei nucleare pusă la 100 m adâncime, cometa se desparte în două noi obiecte la fel de periculoase: Biederman (2.4 km lungime) și Wolf (9.7 km).

## Actori
- Robert Duvall este Capt. Spurgeon "Fish" Tanner
- Téa Leoni este Jenny Lerner
- Elijah Wood este Leo Biederman
- Morgan Freeman este President Tom Beck
- Vanessa Redgrave este Robin Lerner
- Maximilian Schell este Jason Lerner
- Leelee Sobieski este Sarah Hotchner
- James Cromwell este Secretary Rittenhouse
- Ron Eldard este Dr. Oren Monash
- Alexander Baluev este Michail Tulchinsky
- Jon Favreau este Dr. Gus Partenza
- Laura Innes este Beth Stanley
- Mary McCormack este Andrea "Andy" Baker
- Richard Schiff este Don Biederman
- Blair Underwood este Mark Simon
- Mike O'Malley este Mike Perry
- Charles Martin Smith este Dr. Marcus Wolf
- Dougray Scott este Eric Vennekor
- Kurtwood Smith este Otis Hefter
- Denise Crosby este Vicky Hotchner
- Jason Dohring este Jason

## Primire
Filmul a fost lansat cu două luni înainte de un alt film catastrofic cu o temă asemănătoare: Armageddon. Ambele filme au fost primite de critici în mod similar, Armaghedon având scorul de 41% și Deep Impact 46% pe Rotten Tomatoes.